# Monte Kōya
Il monte Kōya (高野山, Kōya-san) si trova nella penisola di Kii (紀伊半島, Kii Hantō), a sud della città di Osaka, nella prefettura di Wakayama.

## Storia
È considerato uno dei luoghi più sacri del Giappone ed uno dei maggiori centri monastici del Paese. Fondato 12 secoli fa dal monaco Kūkai (空海, 774–835), conosciuto anche come Kōbō-Daishi (弘法大師), è diventato col tempo il principale centro per lo studio e la pratica del Buddismo Esoterico e sede della setta del Buddismo Shingon (真言, Shingon, in cinese "vera parola", traduzione del sanscrito mantra).
Il Kōya-san ospita una grande area sacra (壇場伽藍, Danjō Garan), un complesso di templi buddisti e santuari. L'area di Oku-no-In (奥の院) è circondata da una fitta foresta di cedri, ed è sede di un vasto cimitero con molti mausolei, tra cui quello di Kūkai, e un monumento ai caduti nella Seconda guerra mondiale.
Nel 2004 l'area sacra del Monte Kōya, insieme ad altri due siti della penisola di Kii, è stata dichiarata dall'UNESCO Patrimonio dell'umanità.

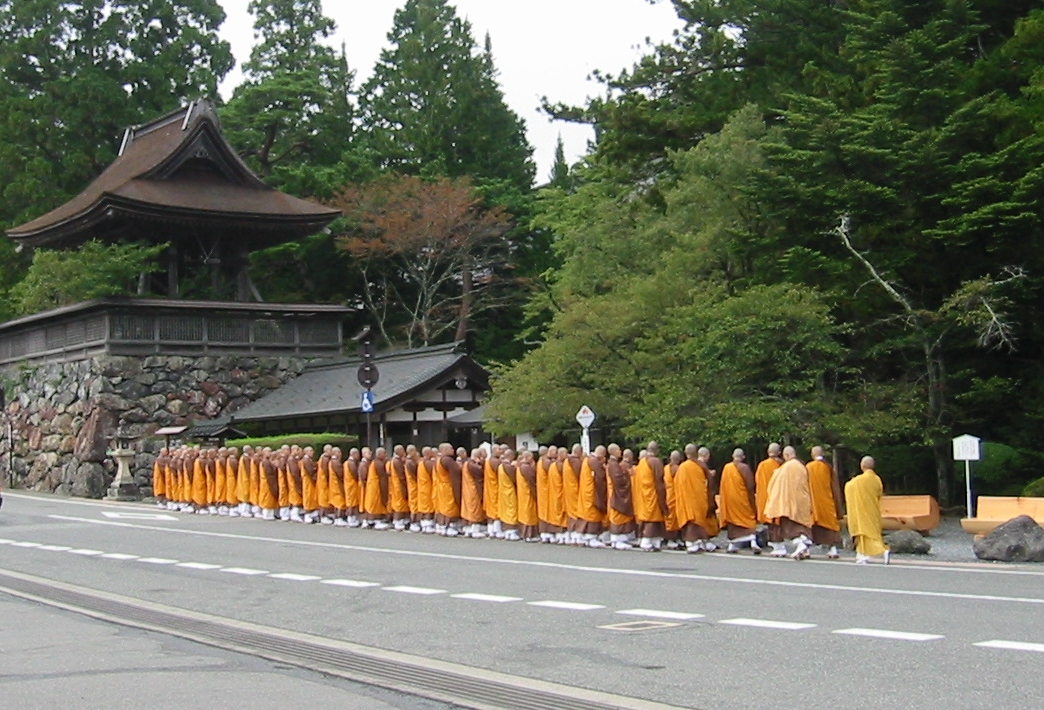
Monaci Shingon in pellegrinaggio sul Monte Kōya

## Principali luoghi di interesse
- Daimon (大門, grande portale): è l'entrata principale al Kōya-san, la porta di accesso all'area sacra.
- Danjō Garan (壇場伽藍): questa sacra area è costituita da circa 20 diversi edifici, inclusa la prima pagoda costruita in Giappone in stile "tahōtō", rappresentazione in architettura di un maṇḍala, chiamata Konpon Daitō (根本大塔), la cui costruzione si deve allo stesso Kōbō-Daishi nell'816. All'interno del Daitō si trova la statua dorata di Dainichi-Nyorai.
- Kon-dō (金堂, letteralmente sala d'oro) o "Sala di lettura": considerata la sala principale per i rituali e le cerimonie.
- Kongōbu-ji (金剛峰寺): è il principale tempio del Buddismo Shingon. Al suo interno può vantare uno dei più bei giardini di pietra (枯山水, karesansui) giapponesi, oltre a diversi pannelli decorati dalla scuola Kanō.
- Oku-no-in (奥の院): è considerato il luogo più sacro dell'area. Superato il "primo ponte" (Ichi-no-hashi), un sentiero lastricato di circa 2 chilometri conduce al mausoleo di Kōbō-Daishi. Ai lati del sentiero si trovano centinaia di altissimi alberi di cedro e circa 200.000 pietre tombali.

## Raggiungere il monte Kōya
Dalla stazione di Namba (Osaka) si prende la linea Nankai Kōya per Gokurakubashi, stazione alle pendici della montagna. Una funicolare trasporta poi i visitatori alla sommità.

## Shukubo
Nell'area sacra del monte Kōya è possibile pernottare in alcune foresterie, chiamate Shukubo, messe a disposizione dai monaci dei templi. Solitamente chi pernotta in uno Shukubo può assistere o prendere parte a veglie e riti buddisti insieme ai monaci del tempio.

## Galleria d'immagini

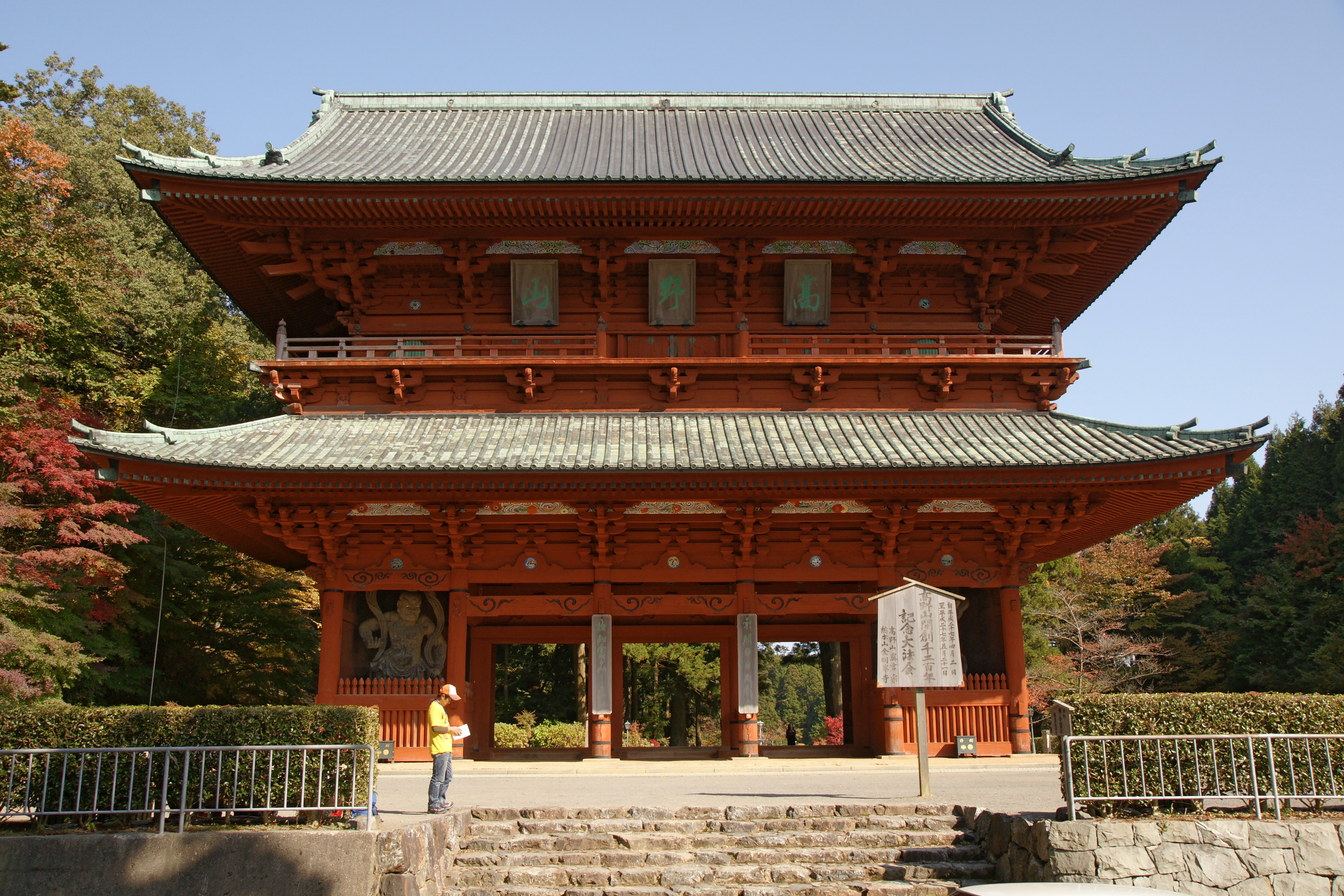
Daimon
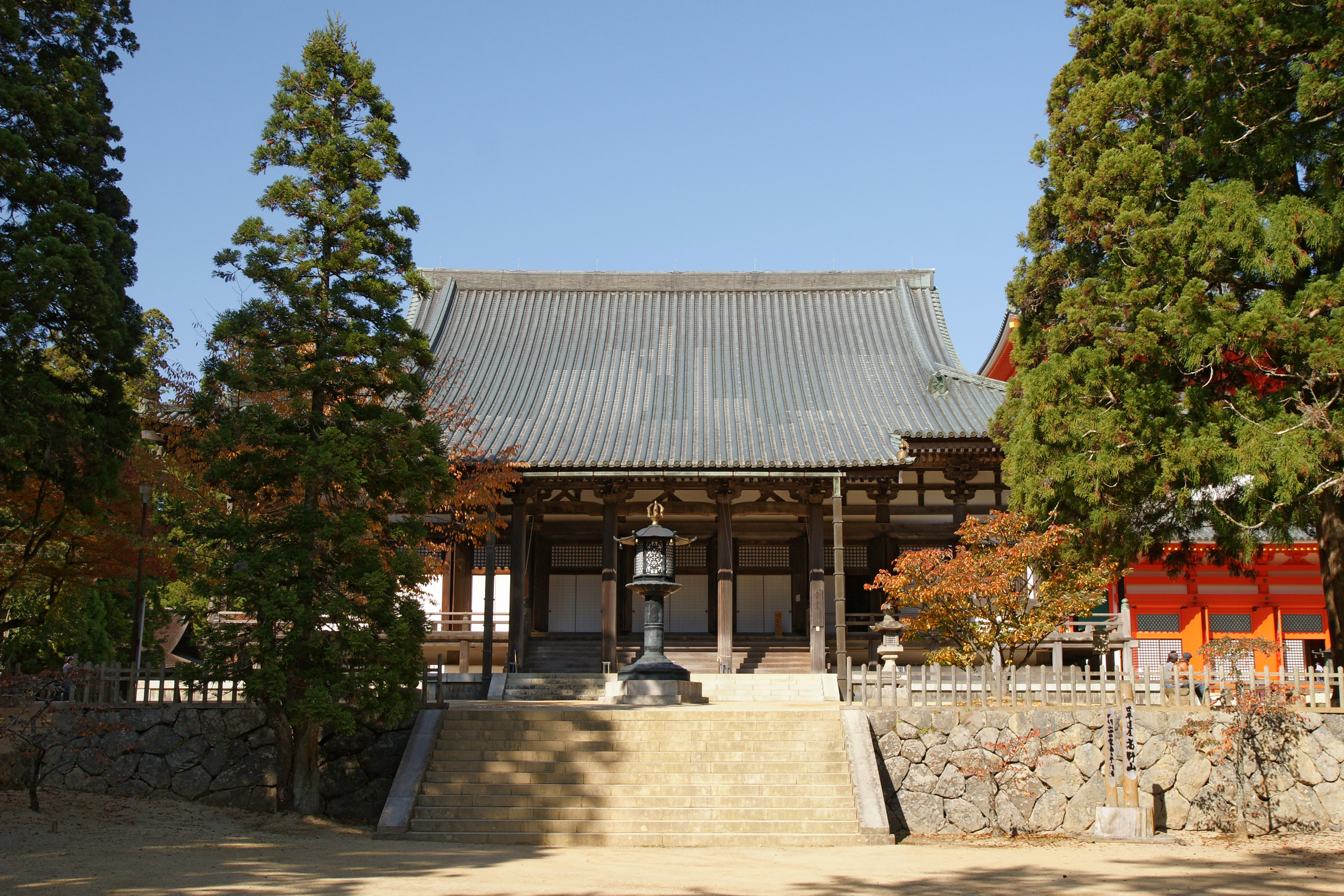
Danjō Garan Kon-dō (La sala principale del monte Koya)
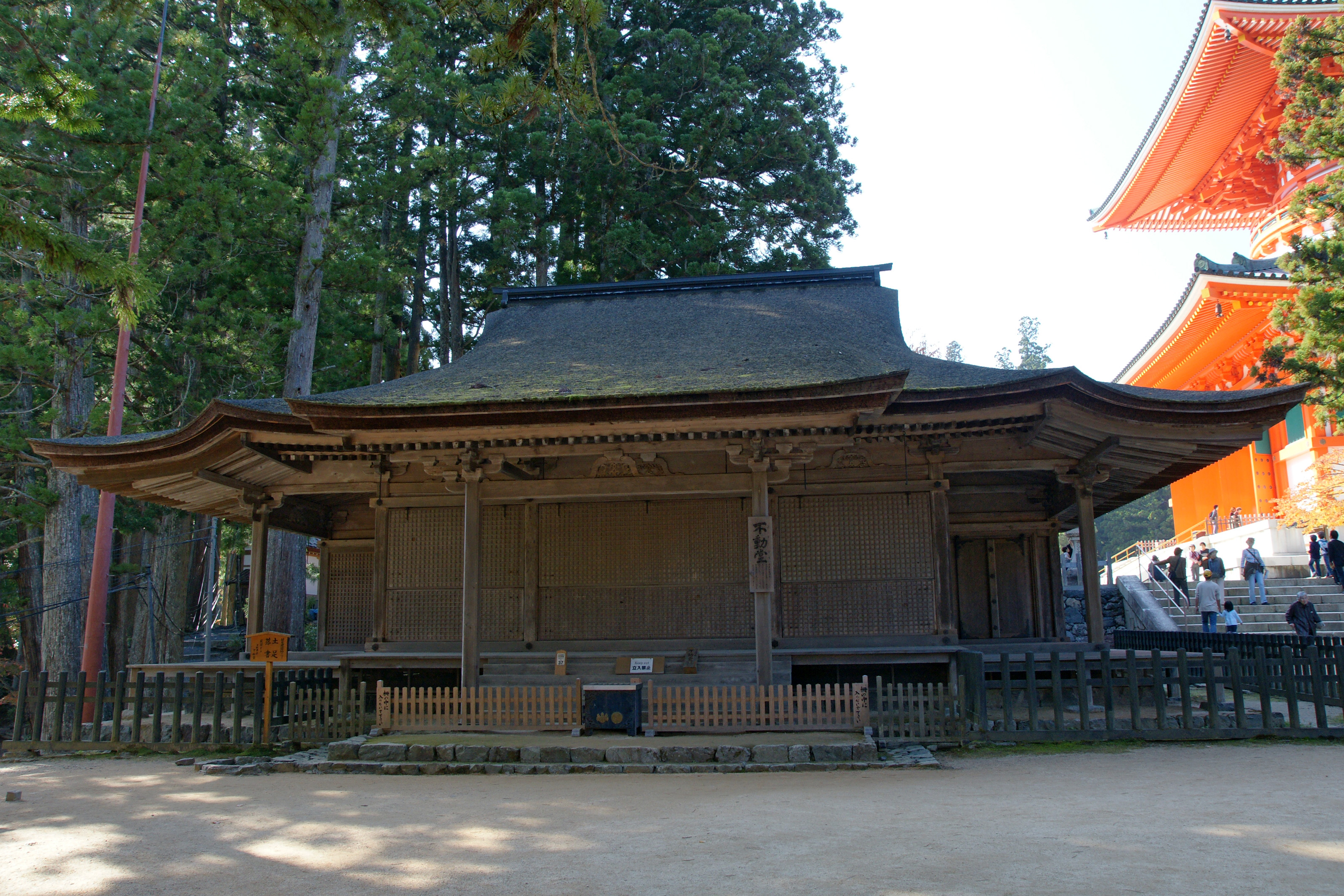
Danjō Garan Fudōdō (Il Tesoro Nazionale di Giappone)
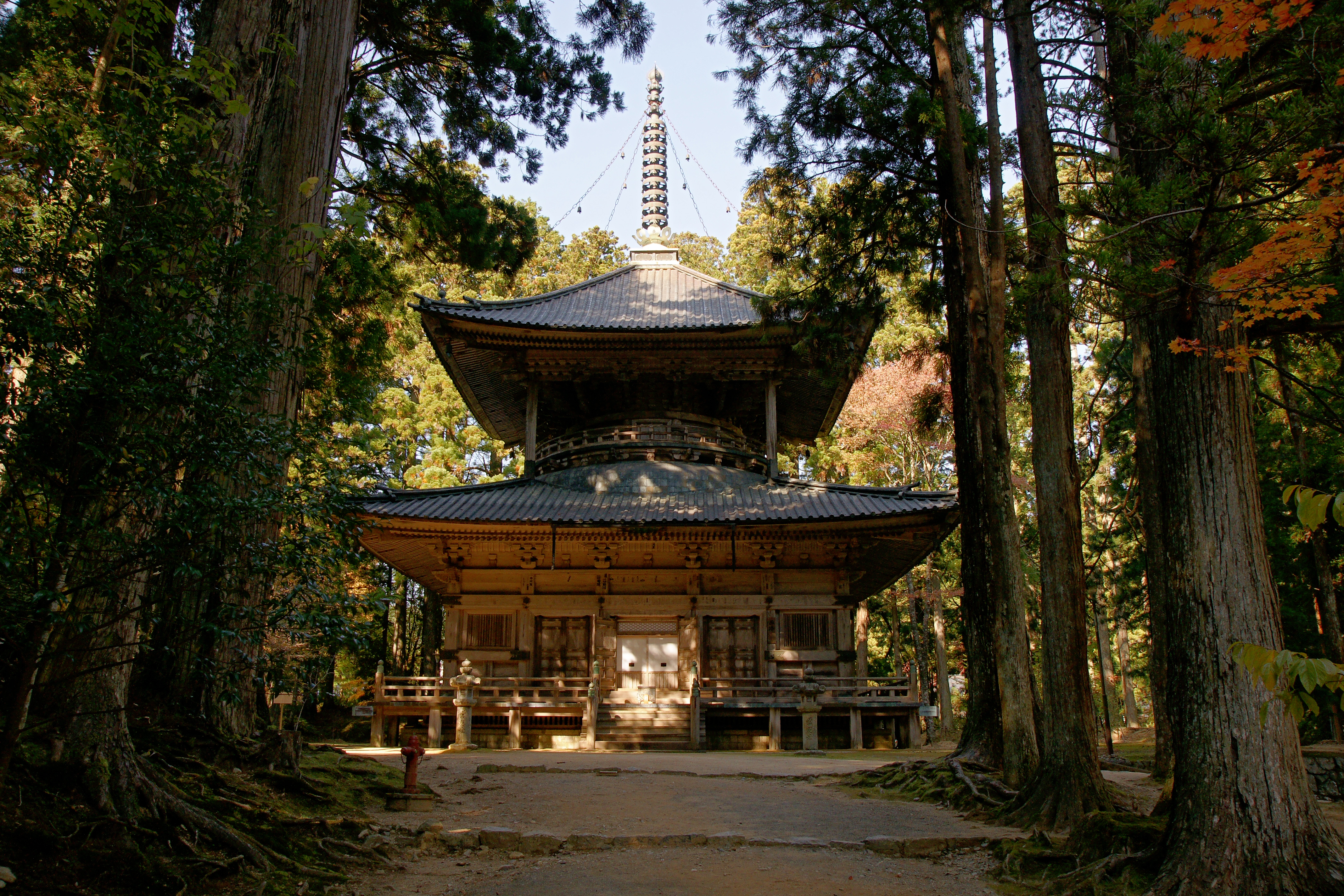
Danjō Garan Saitō
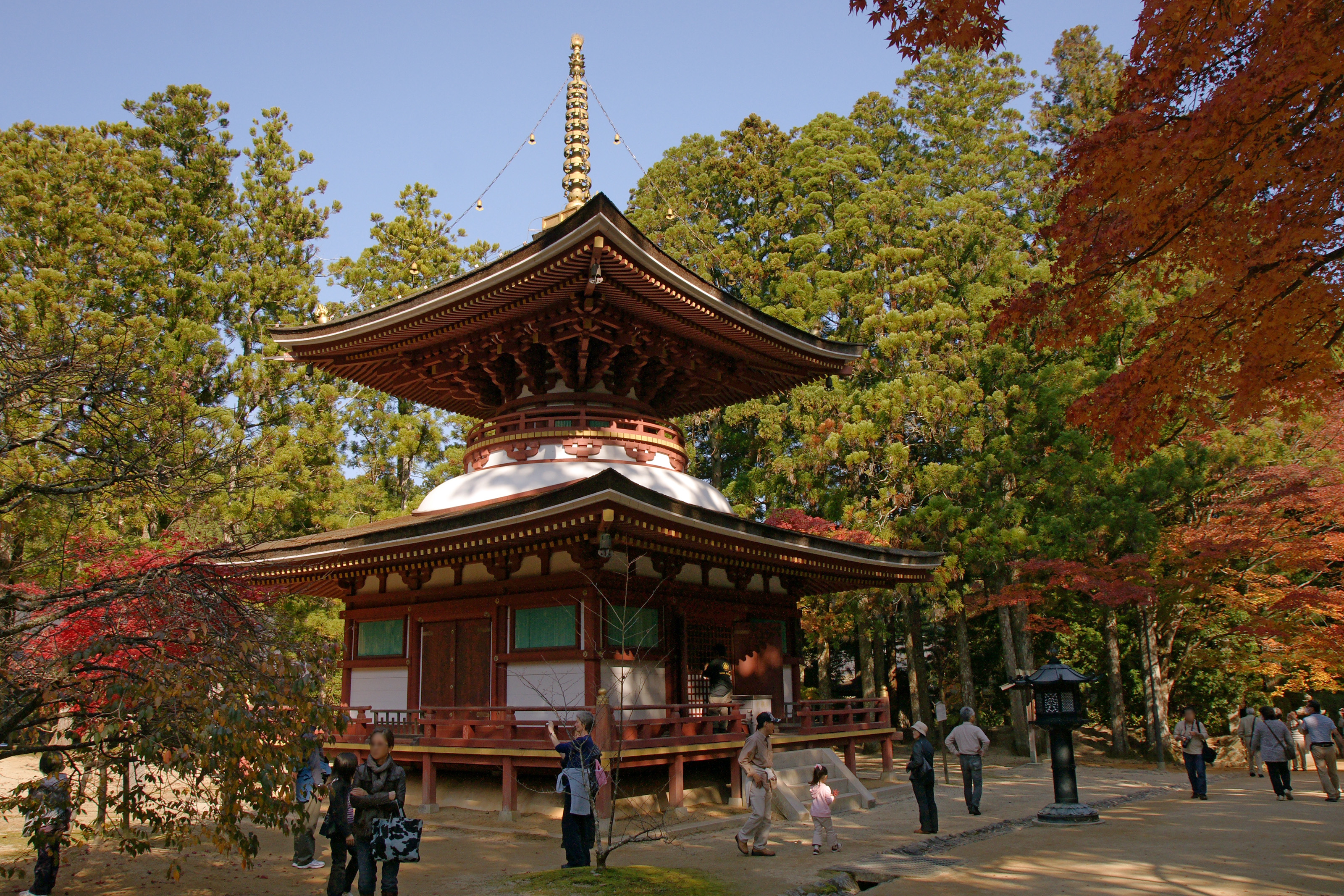
Danjō Garan Tōtō
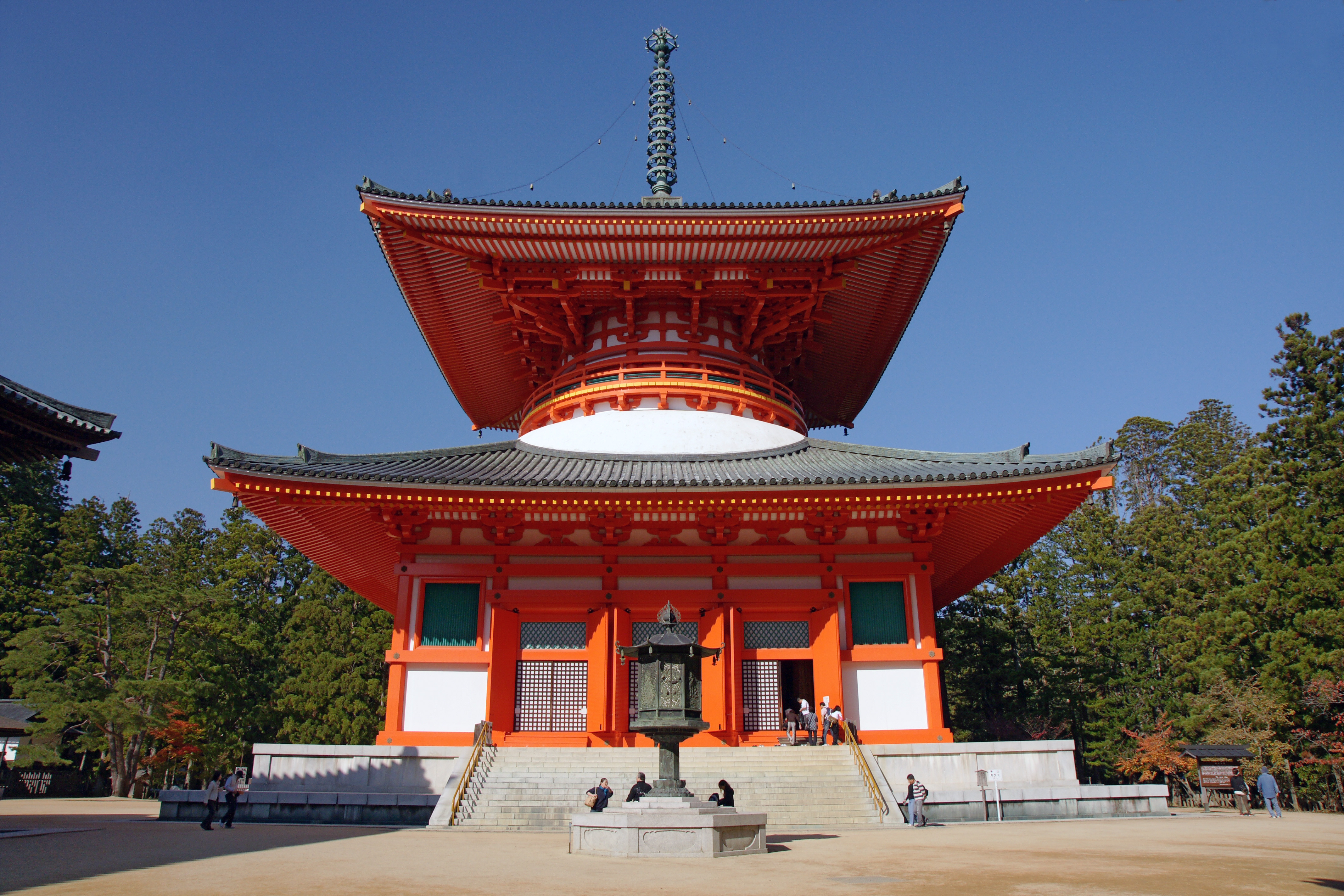
Danjō Garan Konpon Daitō
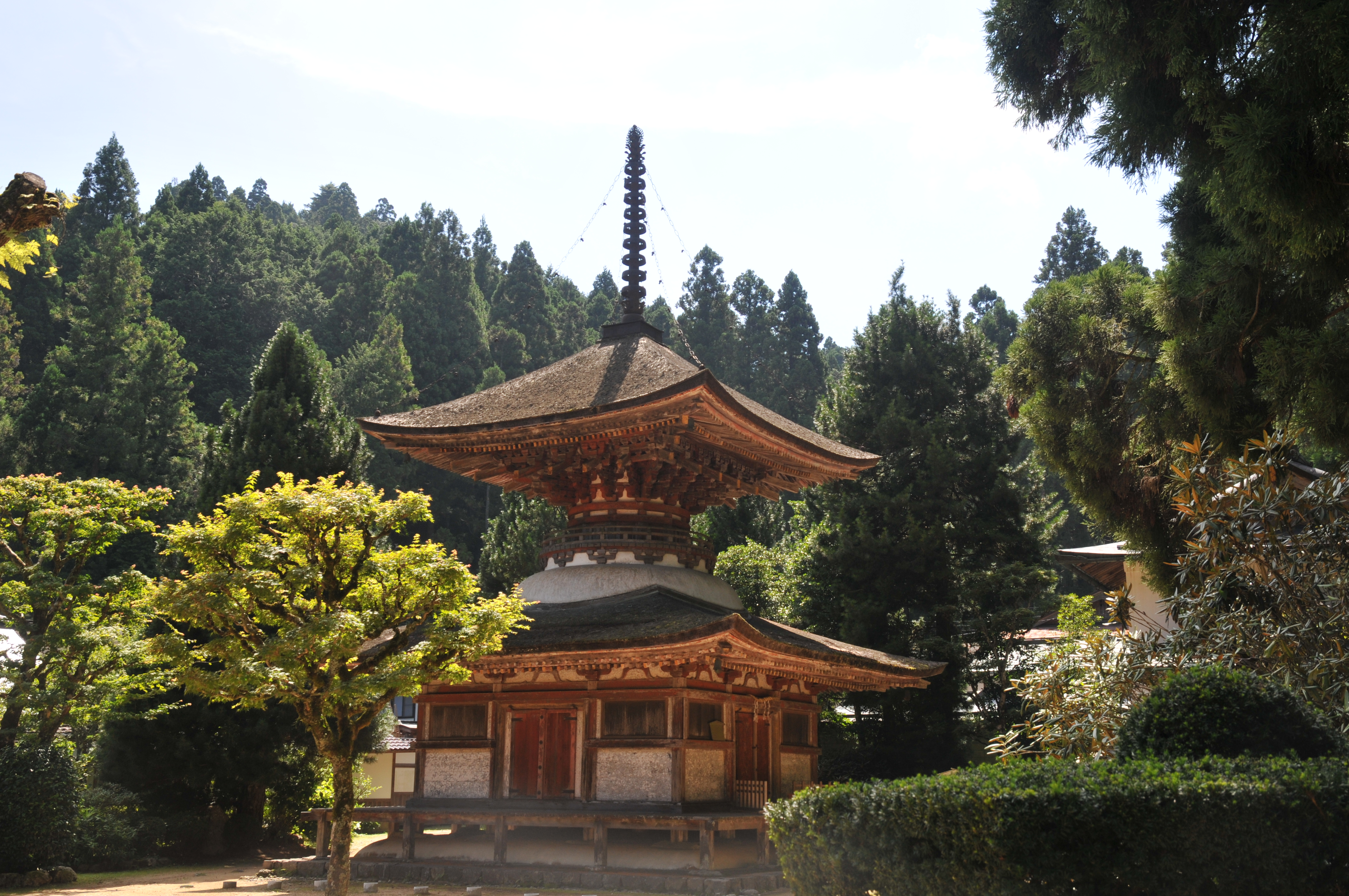
Pagoda di Kongozanmaiin (Il Tesoro Nazionale di Giappone)
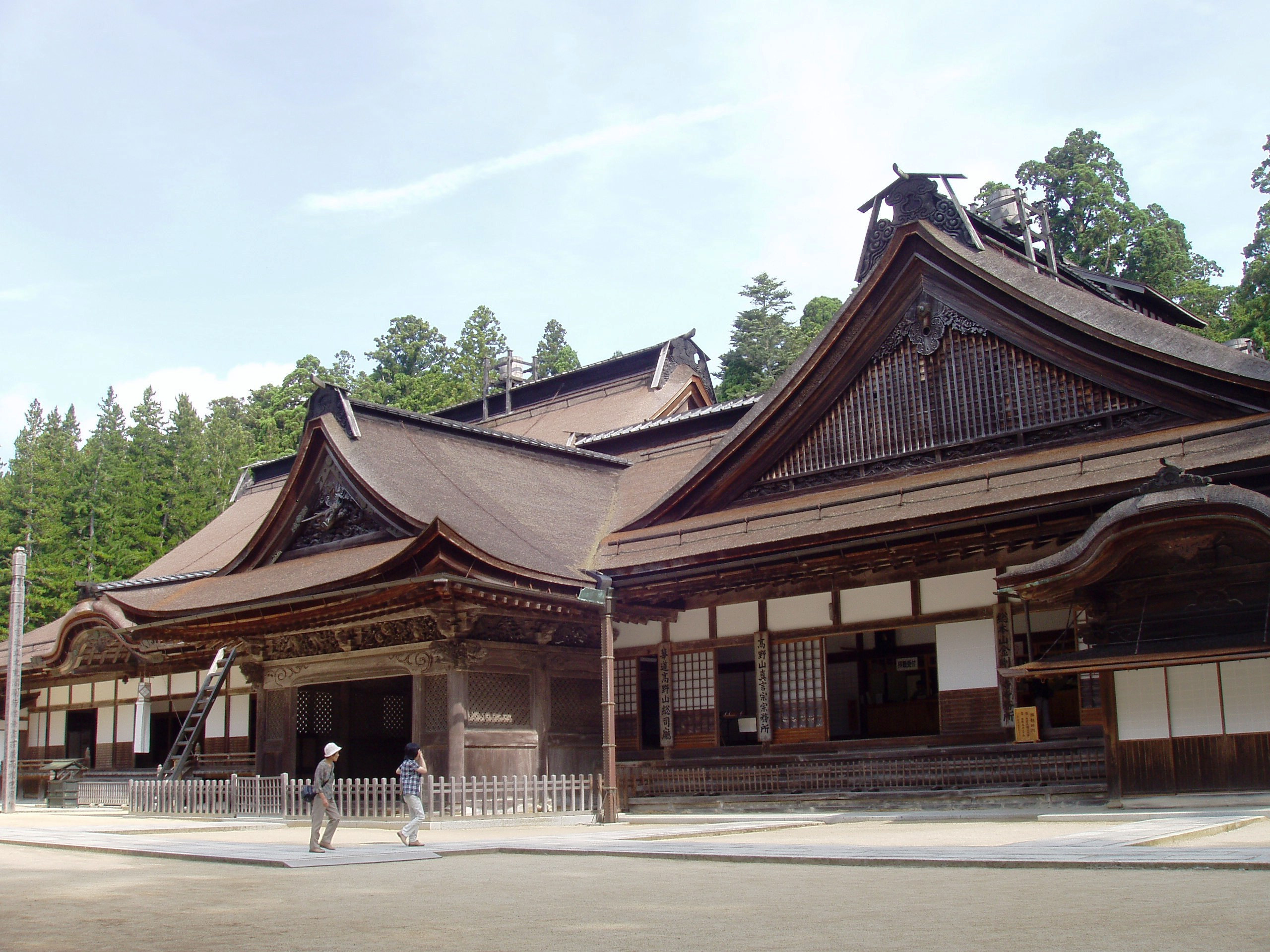
Kongobu-ji
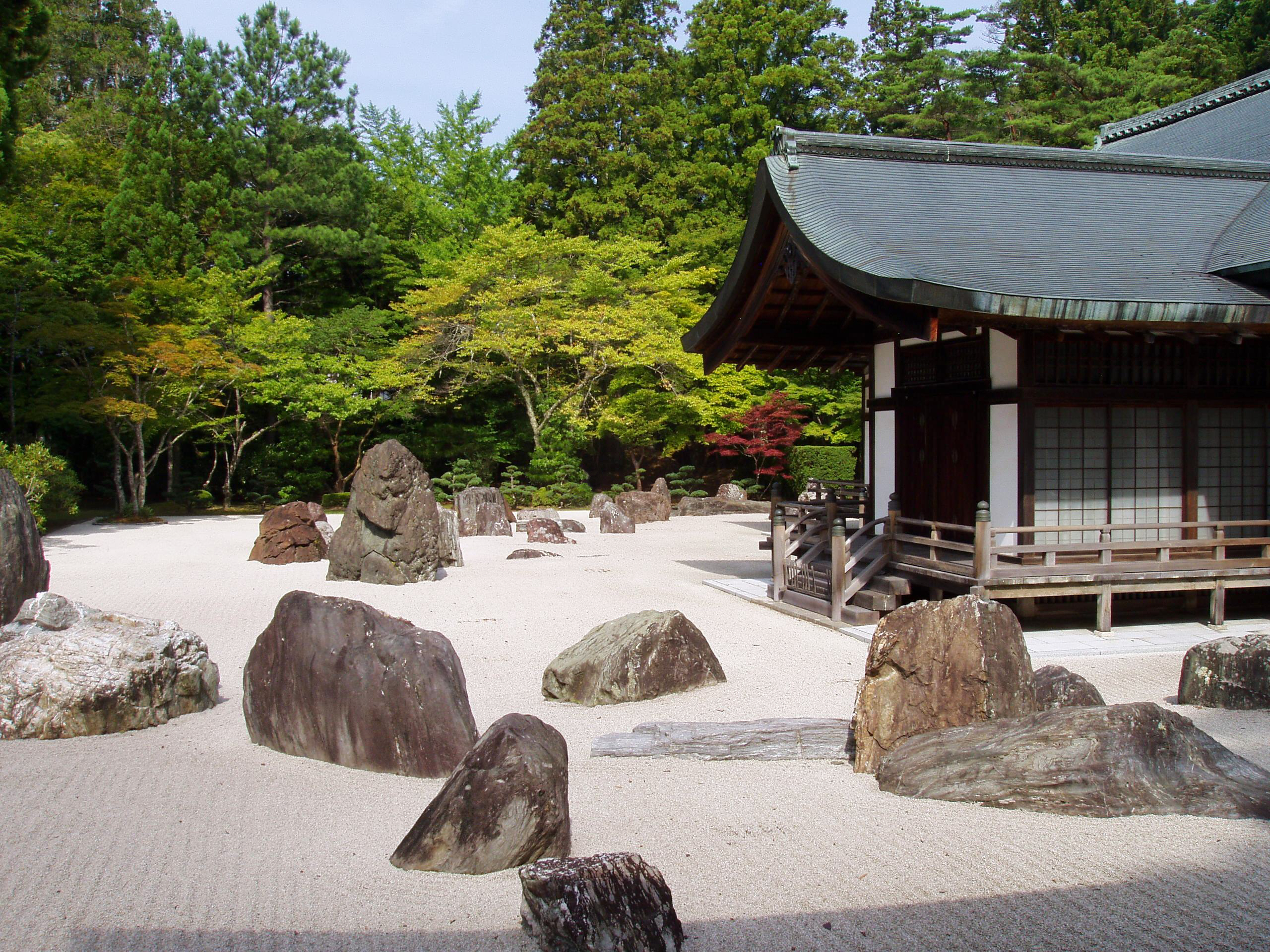
Giardino di pietra Banryutei, Kongobu-ji
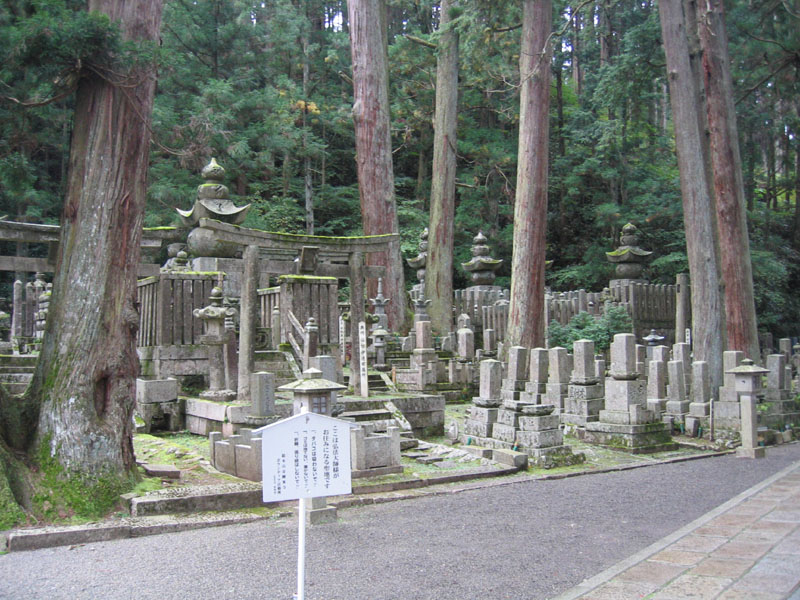
Il cimitero di Okunoin
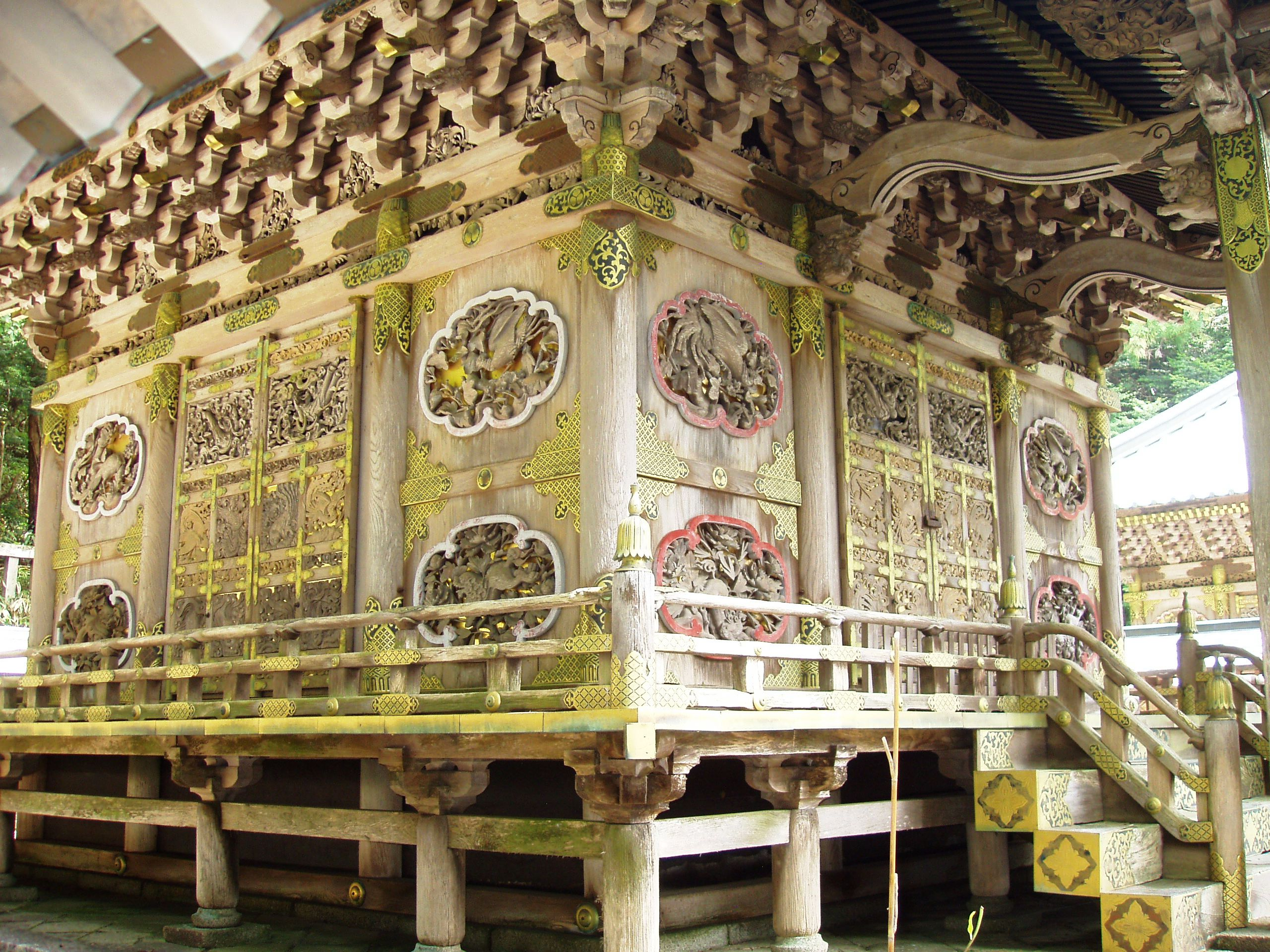
Mausoleo di Tokugawa